# Matidia Minor
Mindia Matidia ou Vibia Matidia ou Matidia Minor (Minor latin pour la plus jeune ; 85 - après 161) est lié à plusieurs anciens empereurs romains importants. Le village moderne de Matigge en Italie porte son nom. 
Matidia Minor est la fille de Salonia Matidia de son deuxième mariage avec l'aristocrate romain Lucius Mindius. Sa mère est une nièce de l'empereur romain Trajan. Sa demi-sœur Vibia Sabina allait devenir impératrice et épouse de l'empereur romain Hadrien. Hadrian est aussi son cousin au troisième degré. 
Après la mort de son père en 85, Matidia et ses demi-sœurs ont vécu avec leur grand-mère et leur mère et ont grandi dans la maison de Trajan, sa femme Plotina et son beau-père. Matidia Minor n'a jamais reçu le titre d'Augusta, elle ne s'est jamais mariée ni n'a eu d'enfants (ce qui était inhabituel à l'époque). Pourtant, elle était une femme très riche, cultivée et influente. 

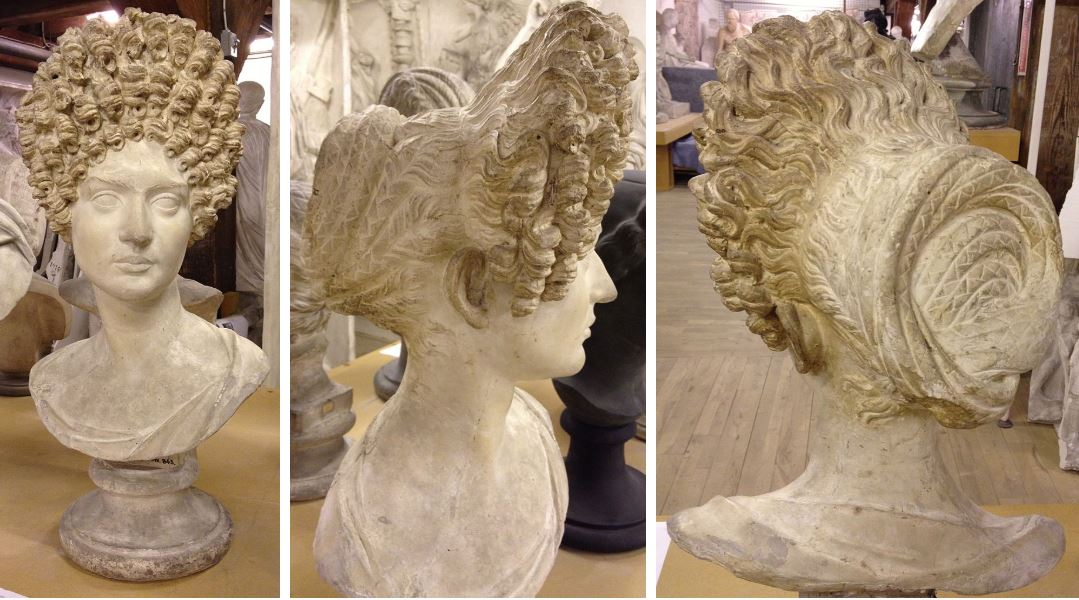
Portrait de Vibia Matidia, Musées du Capitole.

Trajan lui a donné une villa où se trouve maintenant Matigge, en Italie. En raison de cette villa, la ville est devenue connue en latin sous le nom d’Insula Matidiae (Matigge moderne, Italie). Matidia est devenue compétente dans ses affaires et lorsque sa sœur est devenue impératrice, elle voyageait souvent avec elle et son beau-frère. Matidia a assuré la restauration du théâtre de Sessa Aurunca qui a probablement été endommagé par un tremblement de terre pendant le règne de l'empereur Antonin le Pieux (138-161). Sa générosité a été commémorée avec une statue ici. 
Matidia a vécu jusqu'à un âge avancé et a survécu à la plupart de ses proches. Dans ses dernières années, elle était très proche de son petit-neveu, le futur empereur Marc Aurèle, et de sa famille. Marc Aurèle permettait parfois à ses filles de rester avec sa grand-tante. 
Matidia, comme beaucoup d'autres femmes sans enfant, « a attiré un certain nombre de personnages espérant être rappelés dans son testament ». Sur son lit de mort, ils ont scellé ses codicilles (ajouts à son testament) assurant leur validité et s'assurant qu'ils hériteraient d'une partie de sa succession substantielle. De son testament, divers membres de la famille et associés ont reçu un million de sesterces (une ancienne unité de monnaie romaine), sa succession et divers autres articles qu'elle possédait. L'administrateur du domaine était l'impératrice Faustine la Jeune, femme de Marc Aurèle.